# Некрасов Михайло Михайлович
Михайло Михайлович Некрасов (нар. 14 серпня 1946) — український шахіст, майстер спорту СРСР (1976), міжнародний майстер (2002).

## Кар'єра
З 1946 до 1965 р.р. жив у м. Кадіївці. Потім мешкав та навчався у м. Ворошиловграді (зараз — Луганськ) до 1971 року. Закінчив Луганський машинобудівний інститут. З 1972 до 1978 р.р. жив у Лисичанську. З 1978 року переїхав до Львова. Викладав у Львівському інституті фізкультури на відділенні шахової спеціалізації. Нині живе у Німеччині.
Основні шахові успіхи:
- У складі збірної Луганської області (грав на 1 шахівниці) став чемпіоном України серед школярів (Нова Каховка, 1965).
- У 1976 році розділив 1-2-е місце у чемпіонаті Луганської обласної ради ДСТ «Авангард», і отримав право брати участь у фіналі чемпіонату ДСТ «Авангард» у Чернігові. У фіналі того чемпіонату поділив 1-3 місце з Борисом Коганом (Львів) та Леонід Каплуном (Тернопіль)[1]. За цей успіх М. Некрасову було присвоєно звання «майстер спорту СРСР із шахів» (1976).
- Чемпіон Луганської області (1977).

Грав у турнірах за листуванням.
Шаховий тренер:
- Працював тренером Лисичанського міського шахового клубу (1972—1978).
- У різні часи був тренером-секундантом таких відомих шахістів як Геннадій Кузьмін, Леонід Юдасін, Василь Іванчук.

## Турнірні результати

### Чемпіонати України
Михайло Некрасов зіграв у двох фінальних турнірах чемпіонатів України, набравши загалом 14 очок з 22 можливих (+9-3=10).
| Рік  | Місто           | Турнір                 | + | − | = | Результат | Місце |
| ---- | --------------- | ---------------------- | - | - | - | --------- | ----- |
| 1973 | Дніпропетровськ | 42-й чемпіонат України | 6 | 3 | 4 | 8 з 13    | 13    |
| 1977 | Житомир         | 46-й чемпіонат України | 3 | 0 | 6 | 6 з 9     | 5     |